# 服部誠太郎
服部 誠太郎（はっとり せいたろう、1954年〈昭和29年〉9月11日 - ）は、日本の政治家。福岡県知事（2期）。無所属。

## 概要
福岡県小倉市（現北九州市）出身。北九州市立泉台小学校、北九州市立篠崎中学校、福岡県立小倉高等学校、中央大学法学部卒業。1977年、福岡県入庁。長年財政部門を担当し、2006年には生え抜き福岡県庁職員としては初となる財政課長に就任。2009年、総務部次長。2010年、福祉労働部長。
2011年、福岡県副知事。2017年には福岡県知事職務代理者を務めた。この間、久留米リサーチ・パーク取締役副会長なども兼務。
2021年1月20日、福岡県知事小川洋が病気療養で九州大学病院に再検査入院。このため福岡県知事職務代理者に就任。3月3日、小川の辞職（小川は同年11月2日に死去）に伴う福岡県知事選挙への出馬を表明。3月24日、福岡県副知事辞職。4月11日の投開票の結果、日本共産党の支持を受けた元福岡市議会議員の星野美恵子を破り初当選した。4月14日の福岡県選挙管理委員会による当選の告示の日から効力が生じ、福岡県知事に就任した。公選の福岡県知事としては、初の私立大学出身者であり、かつ初の県職員出身の生え抜き知事となる。
2024年11月26日、自身の任期満了に伴う2025年の福岡県知事選挙への立候補を表明。3月23日に投開票が行われ、日本共産党の支持を受けた吉田幸一郎らを破り、2回目の当選を確実にした。

## 略歴
- 1977年 - 福岡県入庁
- 2006年 - 福岡県財政課長
- 2009年 - 福岡県総務部次長
- 2010年 - 福岡県福祉労働部長
- 2011年 - 福岡県副知事
  - 2017年、2021年には福岡県知事職務代理者
- 2021年4月14日 - 福岡県知事

## 選挙歴
| 当落 | 選挙                 | 執行日        | 年齢 | 選挙区 | 政党   | 得票数      | 得票率  | 定数 | 得票順位 /候補者数 | 政党内比例順位 /政党当選者数 |
| ---- | -------------------- | ------------- | ---- | ------ | ------ | ----------- | ------- | ---- | ------------------ | ---------------------------- |
| 当   | 2021年福岡県知事選挙 | 2021年4月11日 | 66   |        | 無所属 | 99万2255票  | 81.02 % | 1    | 1/2                | /                            |
| 当   | 2025年福岡県知事選挙 | 2025年3月23日 | 70   |        | 無所属 | 103万6280票 | 79.7 %  | 1    | 1/4                | /                            |

## 政策・主張
経済・財政
- 2023年7月19日、熊本県に半導体受託製造の世界最大手TSMCが進出するなど九州における半導体産業の発展を見据え、福岡市に「福岡半導体リスキリングセンター」を開設すると発表した[14]。
- 2024年6月28日、国際金融誘致や福岡への投資拡大を目指し、福岡県と福岡市が共同で誘致に取り組んできた政府の「金融・資産運用特区」に指定された[15]。
- 2024年10月28日、中小企業における物価や人件費の高騰により経営が圧迫されていることや、価格転嫁を賃上げにつなげる必要性を訴えるため、自ら街頭に立ち「賃金と物価の好循環をつくるため、消費者には適正な価格で商品を購入していただきたい」と呼びかけた[16]。
- 中小企業における後継者や人材の不足を解消するために「アトツギ」プログラムや中小企業が新規事業に挑む「第2創業」を支援するプログラムを実施するなど企業支援を充実させるとした[17]。

産業・農業・インフラ整備
- 2023年3月28日、「世界から選ばれる福岡」の実現に向け、東京都の世界的スタートアップ支援機関「CIC Tokyo」に福岡県の拠点を開設し、投資家やベンチャー企業などの誘致活動を進めていく考えを示した[18]。
- 2023年4月27日、再生可能エネルギーの普及や国の「水素供給拠点」指定の取り組みを受け、北九州市の響灘臨海エリアを中心に水素の大規模拠点を構築する考えを示した[19]。
- 2025年1月6日、福岡県農業総合試験場（当時）が開発し2005年に品種登録された、福岡県産のブランドイチゴ「あまおう」について、無断栽培を防ぐ知的財産権の一種である育成者権が2025年1月19日に切れた後でも「県内の生産者に限定して苗を供給する」と述べ、設備の整備支援や販路の拡大なども行い、ブランド価値を維持していく方針を示した[20]。
- 2025年1月23日、北九州市と共同で取り組んできた若松区の響灘エリアへの工場誘致について、日産自動車が電気自動車向けの電池工場を同エリアに建設すると発表した。投資額は同市で過去最大となる1533億円となる見通し[21]。

災害対策・復興
- 2023年9月8日、県内における豪雨災害の多発を受け、被災した農林漁業者の事業再建に向けた支援や、道路や河川の復旧などの事業を行っていくと述べた[22]。
- 2025年1月28日、15時間先までの災害リスクを予測できるシステムを導入し、住民の早期避難や市町村での早期避難指示発令につなげる考えを示した[23]。

教育・子育て支援
- 2022年度から県立の高等学校において、すべての生徒にタブレット端末を配備する方針を示した[24]。
- 2022年4月3日、人工呼吸器やたんの吸引など日常的に医療的なケアを必要とする医療的ケア児やその家族の相談窓口「県医療的ケア児支援センター」を開設した[25]。
- 2023年2月7日、子育て支援や少子化対策に力を入れるため、新たに「出産・子育て安心基金」を設置することを決定した。基金の規模は約120億円とし、病児保育や不妊治療の支援に活用する方針である[26]。
- 2023年10月24日、いじめに関する相談窓口として、社会福祉士や精神保健福祉士といった資格を持つ支援員を配置した「いじめレスキューセンター」を開設すると発表した[27]。

芸術・スポーツ振興
- 2021年の75回大会で終了した「福岡国際マラソン」を日本陸上競技連盟や福岡陸上競技協会と協議の上、新たな運営体制の下で2022年以降も実施することとした[28]。
- 九州の経済団体トップと各県知事で構成される九州地域戦略会議と協力の下、福岡県をスタートし熊本県や大分県を走るサイクルロードレース大会「マイナビ ツール・ド・九州」を誘致した。国際自転車競技連合公認のサイクルロードレースであり、2023年10月6日に初開催され、2024年にも実施された[29][30]。

家族制度・ジェンダー問題
- 2021年9月16日、性的少数者（LGBTなど）の同性カップルに結婚に相当する関係を認める「パートナーシップ宣誓制度」について、導入に向けて検討を進めていく考えを明らかにした[31]。